# General Mamerto Natividad
General Mamerto Natividad (Bayan ng General Mamerto Natividad - Municipality of Gen. Mamerto Natividad )    es un municipio filipino de cuarta categoría, situado en la parte central de la isla de Luzón. Forma parte del Tercer Distrito Electoral de la provincia de Nueva Écija situada en la Región Administrativa de Luzón Central, también denominada Región III.

## Barangays
El municipio  de General Mamerto Natividad   se divide, a los efectos administrativos, en 20 barangayes o barrios, conforme a la siguiente relación:
| - Balangkare del Norte - Balangkare del Sur - Balaring - Belen - Bravo | - Burol - Kabulihan - Mag-asawang Sampaloc - Manarog - Mataas na Kahoy | - Panacsac - Picaleon - Pinahan - Platero - Población | - Pula - Pulong Singkamas - Sapang Bato - Talabutab del Norte - Talabutab del Sur |  |

## Historia
En 1957, los barrios de Mataas na kahoy, Balangkare del Norte, Balangkare del Sur, Sapang Kawayan, Magasawang Sampaloc, Talabutab del Norte, Talabutab del Sur, Platero, Belen, Pecaleon, Piñahan, Kabulihan, Pasong-Hari, Balaring, Pulong Singkamas, Panaksak, Bravo , Sapang Bato, Burol, Miller, Tila Patio, Pula, Carinay y Acacia, de la ciudad de Cabanatúan se constituyeron en un municipio separado e independiente bajo la denominación de  General Mamerto Natividad.

## Patrimonio
Iglesia parroquial católica bajo la advocación de Nuestra Señora de Fátima en la Diócesis de Cabanatúan perteneciente a la Arquidiócesis de Lingayén-Dagupán.